# Xương quay
Xương quay là xương thuộc về chi trên kéo dài từ mặt bên khớp khuỷu đến cạnh ngón cái của cổ tay. Xương quay nằm về mặt bên của xương trụ, vốn có kích thước và chiều dài nhỏ hơn xương trụ. Đây là một xương dài, hình lăng trụ và hơi cong theo chiều dài. Xương quay khớp với chỏm con của xương cánh tay, rãnh quay và đầu xương trụ.
Định hướng: đầu to xuống dưới, mỏm trâm quay ra ngoài, mặt có nhiều rãnh của đầu này ra sau 
- Đầu trên xương quay nhỏ, tròn còn gọi là chỏm xương quay, mặt trên lõm xuống gọi là đài quay, xung quanh là vành khăn quay.
- Đầu dưới to hơn đầu trên bè dẹt ra 2 bên, mặt ngoài dưới có mỏm trâm quay, mặt trong có hõm trụ xương quay khớp với chỏm xương trụ, mặt sau có rãnh cho gân duỗi đi qua.